# Victor Vito
Vous lisez un « bon article » labellisé en 2022.
Pour les articles homonymes, voir Vito.

a Compétitions nationales et continentales officielles uniquement.

b Matchs officiels uniquement.
Dernière mise à jour le 12 août 2022.
Victor Vito, né le 27 mars 1987 à Wellington, est un joueur néo-zélandais de rugby à XV évoluant au poste de troisième ligne centre ou de troisième ligne aile.
En club, il commence sa carrière en 2006 avec la province de Wellington, dont il est originaire, dans le cadre du National Provincial Championship. Il joue également en Super Rugby à partir de 2009 avec la franchise des Hurricanes, avec qui il remporte son unique titre en club en 2016. La même année, il décide de s'expatrier en France, et rejoint le Stade rochelais en Top 14, avec lequel il termine sa carrière de joueur en 2022.
Au niveau international, il représente dans un premier temps les sélections néo-zélandaises junior et à sept, avant de devenir un All Black en 2010. Bien qu'il ne soit jamais un titulaire indiscutable avec son équipe nationale, il obtient 33 sélections jusqu'à la fin de sa carrière internationale en 2016. Durant cette période, il obtient notamment deux titres de champion du monde en participant aux mondiaux 2011 et 2015 remportés par son pays.

## Biographie

### Jeunesse et formation (jusqu'en 2006)

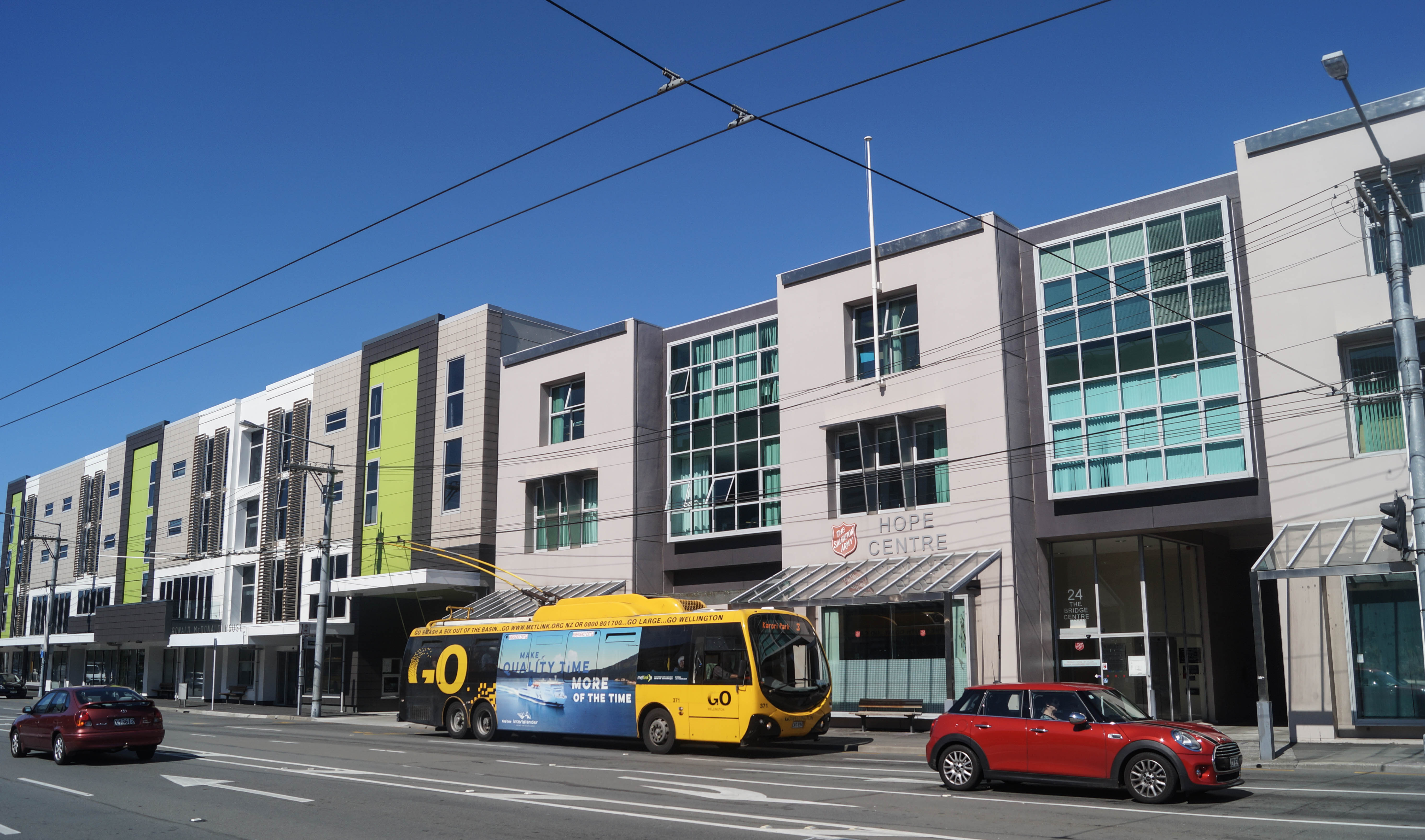
Vue du centre-ville de Newtown, où grandit Vito.

Victor Vasefafanua Junior Vito naît à Wellington de parents d'origine samoane, dont il est le fils unique. Il grandit dans la banlieue défavorisée de Newtown.
Il commence à jouer au rugby à XV lors de son enfance et, étant donné son surpoids, joue dans un premier temps au poste de pilier. En grandissant, il passe au poste de deuxième ligne, et enfin troisième ligne.
En 1996, il gagne l'opportunité de rejoindre le réputé Scots College (en), un établissement privé à Wellington. Il joue au rugby avec l'équipe de l'établissement, et s'y fait remarquer comme un joueur avec beaucoup de potentiel,. Grâce à son talent, il joue pour la sélection scolaire de la région de Wellington, ainsi que pour les équipes jeunes de la province locale,. Il dispute aussi des tournois nationaux de rugby à sept. Il est élu sportif lycéen de l'année de Wellington en 2003 et 2004, et reçoit également le titre de meilleur joueur de rugby de cette région en 2004.
En 2004, il intègre la sélection scolaire nationale, avec laquelle il affronte ses homologues australiens.
À l'âge de 17 ans, il effectue un stage d'entraînement avec la sélection néo-zélandaise à sept, menée par Gordon Tietjens,. Ce dernier le fait participer à la préparation physique, ce qui permet à Vito de progresser rapidement dans ce domaine.
Il rejoint en 2005 le club amateur des Marist St Pats dans le championnat amateur local, et devient le capitaine de l'équipe des moins de 19 ans de la province de Wellington qui remporte le championnat régional la même année. Avec les Marist St Pats, il remporte le championnat de Wellington en 2006.
En 2006, il joue avec l'équipe de Nouvelle-Zélande des moins de 19 ans, et en est également le capitaine. Avec cette équipe, il participe à la Coupe du monde junior disputée à Dubaï, et échoue en finale de la compétition face à l'Australie. Cette même année, il est nommé pour le titre de meilleur joueur du monde dans sa catégorie d'âge, mais c'est finalement l'Australien Josh Holmes qui remporte ce prix,.

### Début de carrière et passage à sept (2006-2009)

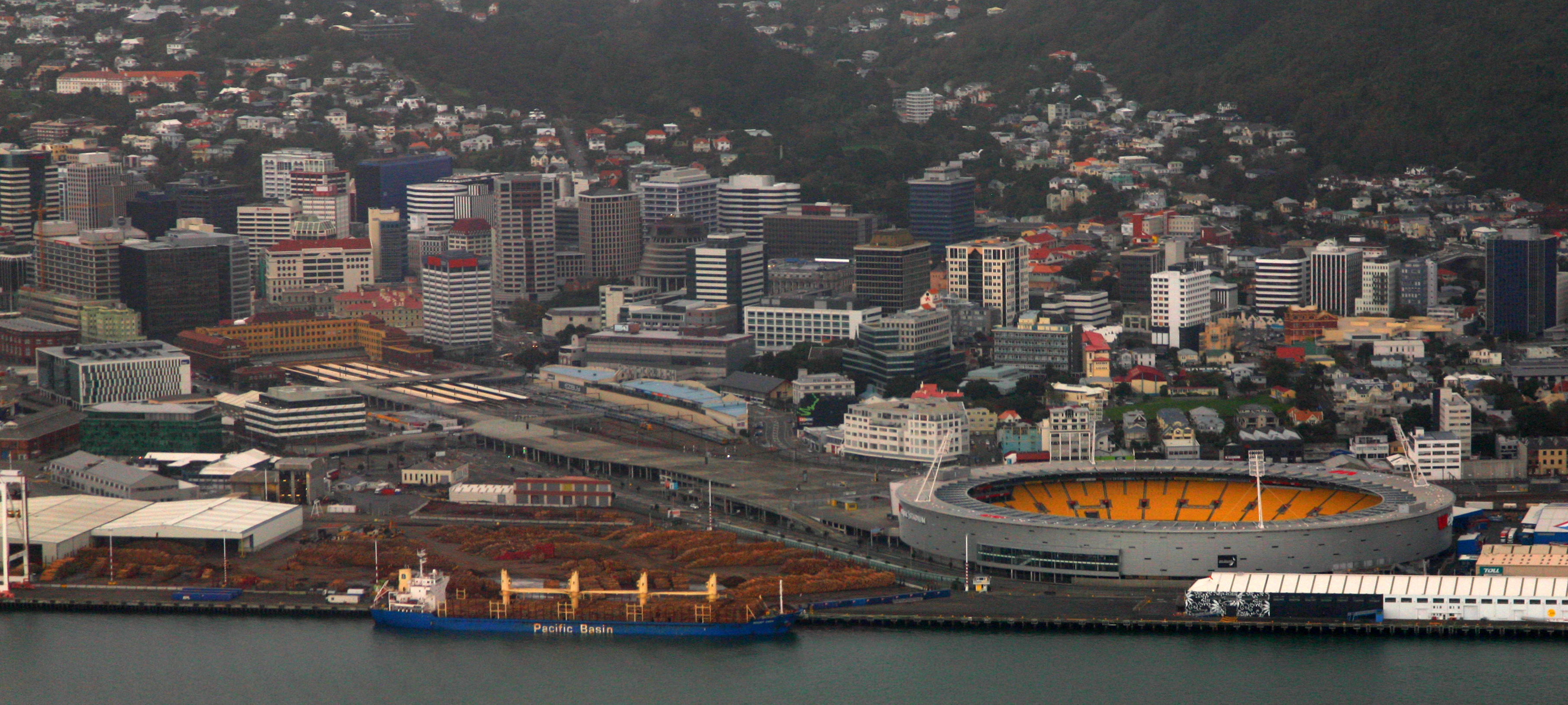
Vue du port de Wellington, et du Westpac Stadium, lieu des matchs à domicile de Wellington et des Hurricanes.

En 2006, Victor Vito rejoint l'effectif professionnel de la province de Wellington en National Provincial Championship (NPC),. Il joue son premier match au niveau professionnel à l'âge de 19 ans face à Waikato. Il joue six matchs comme remplaçant lors de sa première saison.
L'année suivante, il est sélectionné avec l'équipe néo-zélandaise des moins de 21 ans, mais doit déclarer forfait à cause d'une blessure à l'épaule. Cette blessure lui fait également manquer l'intégralité de la saison 2007 de NPC avec Wellington.
Remis de sa blessure, il est sélectionné avec la sélection néo-zélandaise à sept à la fin de l'année 2007, afin de préparer la saison 2007-2008 des IRB Sevens World Series,. Il joue son premier tournoi à Dubaï en novembre 2007. Originellement utilisé avec les avants, il est replacé quelque temps plus tard au poste d'ailier, où ses qualités athlétiques sont davantage mises en avant. Remarqué pour sa puissance et sa vitesse, il s'impose immédiatement comme la nouvelle attraction de la sélection néo-zélandaise, et se voit être comparé à l'ancienne star Jonah Lomu,. Il se fait particulièrement remarquer lors du tournoi de Wellington en février 2008, où il marque un doublé en finale face aux Samoa, permettant ainsi la victoire de son équipe,,. Au terme de la saison, les All Blacks Sevens remportent la série, après avoir gagné six des huit tournois. D'un point de vue personnel, Vito termine la saison quatrième meilleur marqueur, avec 27 essais marqués en 30 matchs,.
Plus tard en 2008, il dispute onze matchs de NPC avec Wellington, mais ne dispute pas la finale de la compétition, que son équipe perd face à Canterbury,. À son retour à XV, une transition vers le poste d'ailier est envisagée par ses entraîneurs, mais il est finalement convaincu par son coéquipier Rodney So'oialo de poursuivre sa carrière en troisième ligne.
Ses performances à sept et au niveau provincial lui permettent d'obtenir un contrat avec la franchise des Hurricanes pour la saison 2009 de Super 14. Il joue son premier match le 20 février 2009 contre les Highlanders,. Il joue un total de neuf matchs lors de sa première saison à ce niveau, mais reste la doublure de So'oialo au poste de no 8,.
En mars 2009, il fait son retour avec la sélection nationale à sept pour disputer la Coupe du monde de rugby à sept 2009 à Dubaï,. Néanmoins, blessé à un mollet, il ne dispute aucune rencontre lors de la compétition, qui est remportée par le pays de Galles,. Quelques semaines plus tard, il dispute le tournoi de Hong Kong,. Il s'agit de l'unique tournoi qu'il dispute lors des Sevens Series 2008-2009.
En juin de la même année, il est sélectionné avec les Junior All Blacks (sélection espoir de Nouvelle-Zélande) pour participer à la première édition de la Pacific Nations Cup,. Il remporte la compétition avec son équipe.
À la fin de l'année, il fait une bonne saison de NPC avec Wellington, échouant une nouvelle fois en finale de la compétition, et gagne le prix du meilleur joueur de cette équipe pour l'année 2009,.

### Premières sélections avec lesAll Blackset Coupe du monde 2011 (2010-2011)

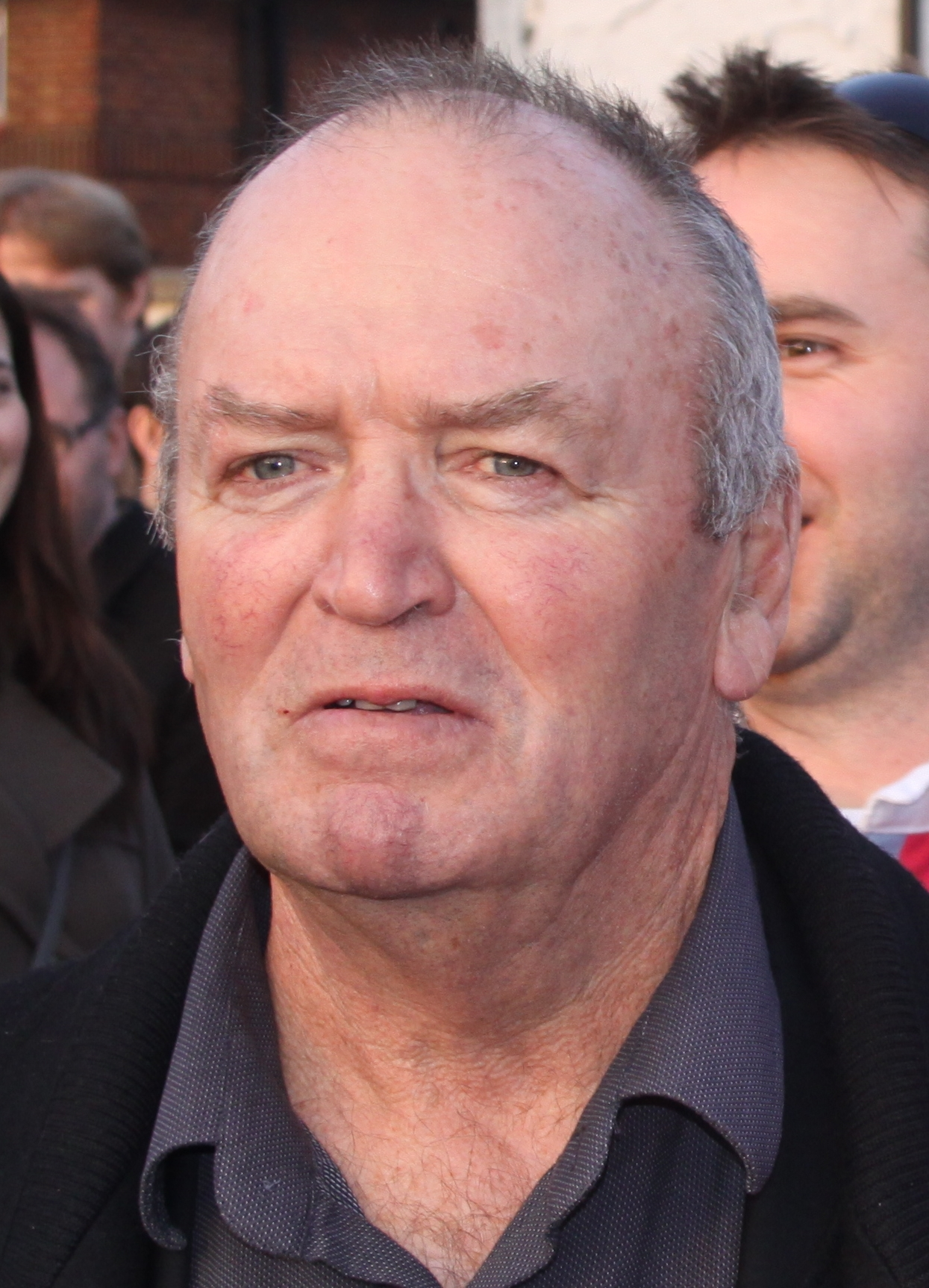
Graham Henry, sélectionneur de la Nouvelle-Zélande lors des débuts de Vito en sélection nationale.

En mai 2010, après une deuxième bonne saison avec les Hurricanes, il est sélectionné pour la première fois avec les All Blacks par Graham Henry,. Il connaît sa première sélection, en tant que remplaçant, le 12 juin 2010 à l'occasion d'une large victoire de son équipe lors d'un test-match face à l'Irlande à New Plymouth. Il est titularisé pour la première fois une semaine plus tard, au poste de troisième ligne aile, face au pays de Galles,.
Il dispute ensuite le Tri-nations avec la sélection nationale et dispute les trois premiers matchs comme remplaçant, avant d'être titularisé lors du dernier match face à l'Australie. Les All Blacks remportent la compétition, après avoir remporté toutes leurs rencontres. Lors de sa première année au niveau international, il reste largement dans l'ombre de Jerome Kaino au poste de no 6, et de Kieran Read en 8.
Lors de la saison 2011 de Super Rugby, il s'impose au poste de troisième ligne centre avec les Hurricanes, disputant les quinze rencontres de son équipe à ce poste,.
Avec les All Blacks, il n'est initialement pas sélectionné pour le Tri-nations 2011, Liam Messam lui étant notamment préféré. Il est rappelé au mois d'août suivant, afin de disputer les deux derniers matchs de la compétition,.
Le 23 août 2011, il est retenu dans le groupe de trente joueurs retenus pour la Coupe du monde disputée à domicile. Sa sélection, principalement au détriment de Messam, est alors considérée comme surprenante du point de vue de l'inexpérience de Vito,. Lors du tournoi, il démarre trois des quatre matchs de poule : deux en troisième ligne centre contre les Tonga et le Japon, et un au poste de troisième ligne aile face au Canada. Il inscrit un doublé face au Canada, dont un essai inscrit en fin de match alors qu'il était repositionné à l'aile,. Il est ensuite remplaçant pour le quart de finale face à l'Argentine, et la demi-finale contre l'Australie. Pour la finale contre la France, il est remplacé sur la feuille de match par Adam Thomson, qui revient alors de blessure et qui est considéré comme plus expérimenté. Les All Blacks sont sacrés champion du monde, après une victoire étriquée sur le score de 8 à 7,.

### Confirmation en Nouvelle-Zélande et deuxième titre mondial (2012-2016)
| |  |  |
| Jerome Kaino (gauche) et Kieran Read (droite), sont les principaux concurrents de Vito lors de sa carrière internationale. |  |  |

Après le mondial, Victor Vito continue d'être un cadre des Hurricanes, dont il est devenu le titulaire incontesté au poste de no 8,. Il est même envisagé comme le nouveau capitaine de la franchise dès 2012, mais c'est finalement Conrad Smith qui se voit confier cette responsabilité.
En sélection en revanche, il reste un joueur de complément derrière les indéboulonnables Kaino et Read,. En 2012, il dispute l'essentiel de la saison internationale en tant que remplaçant. L'année suivante, il est écarté de la sélection après la série de test-matchs face à la France, et n'est pas appelé pour le Rugby Championship,.
Sa non-sélection avec les All Blacks lui permet d'être totalement disponible pour le NPC 2013 avec sa province de Wellington, avec qui il n'a pas disputé de saison complète depuis 2009. Il est nommé capitaine de son équipe pour la saison,. Il mène son équipe jusqu'en finale de la compétition, où elle s'incline une fois encore face à Canterbury. Vito, auteur d'une bonne saison, est élu meilleur joueur de son équipe et se voit être nommé parmi les meilleurs joueurs de la compétition,.
En 2014, il est éloigné des terrains une bonne partie du début de la saison de Super Rugby à cause d'une blessure au genou, mais retrouve rapidement une place de titulaire à partir du mois d'avril,.
Il est rappelé en sélection en juin 2014, dans le cadre d'une série de test-matchs face à l'Angleterre. Il joue deux matchs face aux Anglais, puis manque le Rugby Championship 2014 sur blessure. Rétabli, il est sélectionné pour la tournée de novembre et il est titularisé lors des deux premiers matchs de la série,. Toutefois, il se blesse au mollet lors d'un match face à l'Écosse et se voit contraint de quitter le groupe une fois encore,.
Lors de la saison 2015 de Super Rugby, il participe au bon parcours de sa franchise qui va jusqu'en finale de la compétition où, malgré son statut de favori, elle s'incline face aux Highlanders,.
Après de bonnes performances lors du Rugby Championship 2015, il est sélectionné pour la Coupe du monde 2015 disputée en Angleterre,. Le sélectionneur Steve Hansen n'ayant emmené que trois deuxième ligne dans son groupe de 31 joueurs, Vito est prévu pour jouer aussi à ce poste en cas de besoin,. Lors de la compétition, il dispute trois matchs lors de la phase de poules, dont une titularisation en troisième ligne centre face à la Namibie, match où il marque un essai,. Lors du match contre la Géorgie, il entre en jeu en seconde mi-temps au poste d'ailier,. Il est ensuite remplaçant pour les trois matchs de phase finale, qui voit la Nouvelle-Zélande remporter son troisième titre mondial après une finale gagnée face à l'Australie,. Cette finale est la dernière apparition de Vito en sélection.
En 2016, Vito dispute sa huitième et dernière saison avec les Hurricanes, puisqu'il annonce en février son départ en fin de saison pour le club français du Stade rochelais. Déterminé à achever sa carrière en Nouvelle-Zélande de façon positive, il participe activement au bon parcours de sa franchise,. Il dispute son centième match lors de sa dernière apparition avec son équipe, à l'occasion de la finale que son équipe remporte face aux Lions,.

### Fin de carrière en France (2017-2022)

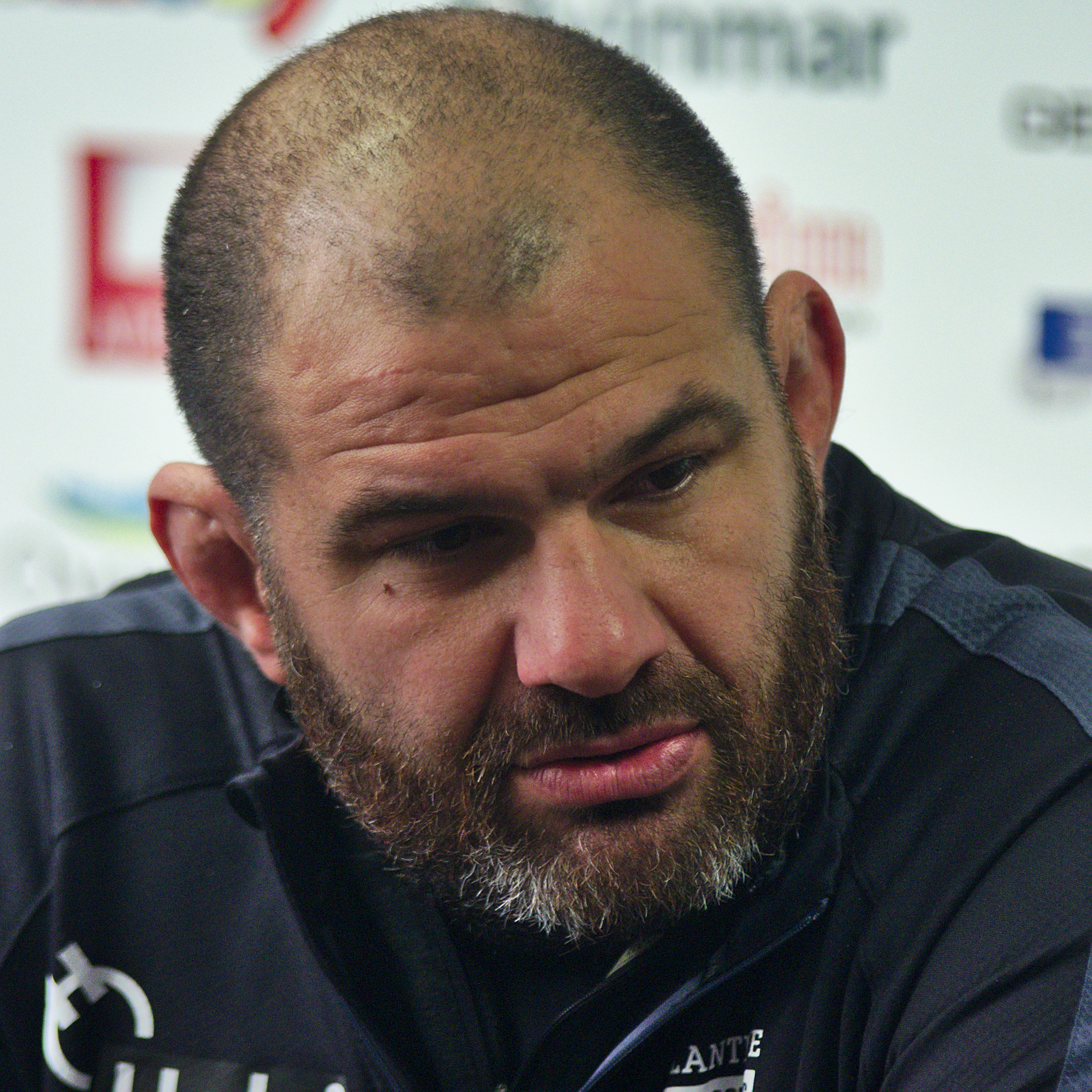
Patrice Collazo, entraîneur principal du Stade rochelais à l'arrivée de Vito

Victor Vito arrive à La Rochelle, où il s'est engagé pour un contrat de trois saisons, en septembre 2016,. Il fait le choix de rejoindre le club maritime pour son cadre de vie, et après les conseils de son ancien coéquipier aux Hurricanes Jason Eaton, présent au club depuis deux saisons,,. Pour le club rochelais, promu en Top 14 deux saisons auparavant et qui jouait jusqu'ici le maintien, l'objectif de ce recrutement est de passer un cap sportif et médiatique.
Il s'intègre rapidement au collectif rochelais, en se faisant remarquer par son exemplarité sur et en dehors du terrain. Il prend une part prépondérante à l'excellente saison de son club, qui termine à la première place du classement au terme de la saison régulière,. Considérés comme les favoris au titre, les Rochelais se font toutefois surprendre dès les demi-finales par le RC Toulon, qui l'emporte grâce à un drop d'Anthony Belleau dans les derniers instants du match,. Grâce à ses performances, il est élu meilleur joueur du Top 14 de la saison lors de la Nuit du rugby 2017.

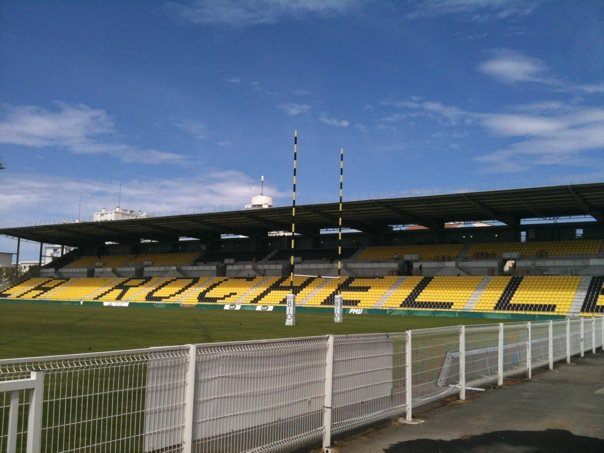
Le stade Marcel-Deflandre, terrain du Stade rochelais.

Les saisons suivantes, Vito continue d'être un cadre du club rochelais, qui s'est imposé dans les meilleures équipes du championnat,. Lors de la saison 2018-2019, il est nommé capitaine de l'équipe, succédant à Jason Eaton,.
En 2018, alors qu'il arrive en fin de contrat avec le Stade rochelais, son profil intéresse fortement le club anglais de Bristol ― entraînée par le Néo-Zélandais Pat Lam ― qui propose au joueur une importante revalorisation salariale. Il décide finalement de prolonger son contrat pour trois saisons supplémentaires, soit jusqu'en juin 2022.
Lors de la saison 2020-2021, il se partage le capitanat avec Romain Sazy et Grégory Alldritt. Toujours titulaire au sein d'une troisième ligne performante composée de Kevin Gourdon, Gregory Alldritt et lui-même, Vito participe activement au bon parcours du club rochelais. En effet, La Rochelle parvient en finale de la Coupe d'Europe, puis du Top 14 pour la première fois de son histoire,. Le club maritime s'incline cependant lors des deux finales, à chaque fois contre le Stade toulousain,.
La saison suivante, il manque les deux premiers mois du championnat en raison d'une blessure au genou. Il retrouve sa place au sein du collectif rochelais à partir du mois d'octobre et partage le poste de troisième ligne centre avec Alldritt pour le restant de la saison. Au mois d'avril 2022, alors qu'il arrive à la fin de son contrat, il annonce vouloir mettre un terme à sa carrière de joueur en fin de saison, arguant une usure physique devenant insupportable,. En effet, il a subi lors de l'année précédente des blessures au genou et à l'épaule, et en garde des séquelles,. Avant les phases finales, pour lesquelles son club est qualifié, Vito fait ses adieux au public rochelais lors du dernier match à domicile du championnat face au Stade français,. Il se blesse à la cheville lors de cette rencontre, ce qui l'empêche de disputer la finale de Coupe d'Europe jouée la semaine suivante face au Leinster à Marseille,. Il manque ainsi le premier sacre européen de son club, après une victoire 24 à 21 acquise dans les dernières minutes,. Peu après la finale, son forfait pour le restant de la saison est officialisé, alors que son club termine le Top 14 par une défaite en barrage face à Toulouse. C'est dans ce contexte de fin de saison difficile d'un point de vue personnel que sa fin de carrière est officialisée, après six saisons à La Rochelle, et 134 matchs disputés,.

## Style de jeu
Victor Vito est un troisième ligne, principalement spécialisé dans les postes de troisième ligne centre (no 8) et côté fermé (no 6). Il a également occupé occasionnellement les postes de flanker côté ouvert (no 7) et de deuxième ligne, et a dépanné au poste d'ailier,.
Il est principalement reconnu pour ses capacités physiques et techniques. Vito possède un gabarit solide : 1,92 m (6′ 4″) pour 110 kg (242 lb) environ, et cette puissance physique lui est utile pour franchir les défenses adverses,. Il additionne à cela d'importantes capacités athlétiques, particulièrement dans le domaine de la vitesse de pointe,. Sa vitesse et ses performances en rugby à sept font qu'un replacement au poste d'ailier a été évoqué par les observateurs au début de sa carrière, mais est resté sans suite par la volonté du joueur de continuer à jouer en troisième ligne,. Enfin, c'est également un joueur reconnu pour son aisance technique, grâce à sa vision du jeu, sa qualité de passe et sa faculté à jouer après contact,,.
Parmi les critiques adressées au jeu de Vito, il y a avant tout ses limites dans l'agressivité au placage et dans les zones de ruck. En effet, il est considéré en Nouvelle-Zélande comme un joueur doué, mais pas assez tourné vers le combat et la défense,. Ce sont ces lacunes et la comparaison avec un joueur comme Jerome Kaino qui l'ont empêché de s'imposer durablement comme un titulaire avec les All Blacks,.

## Vie privée
Après avoir terminé le lycée, Victor Vito poursuit ses études, malgré sa carrière de joueur professionnel. Il obtient un bachelor d'art antique à l'université Victoria de Wellington, puis enchaîne avec une licence de droit,.
En 2010, il hérite de son grand-père le titre de matai Le'aupepetele, un important titre traditionnel samoan qui correspond à celui de chef de famille.
Vito est marié depuis 2014 avec Amber Dallas et son premier enfant naît un an après,. Leurs deuxième et troisième enfants naissent à La Rochelle, après que Vito a rejoint le Stade rochelais,. Il habite avec sa famille sur l'île de Ré depuis son arrivée au club maritime.
Lors de son arrivée en France, il décide d'apprendre rapidement le français dans le but de faciliter son intégration, et maîtrise complètement la langue au bout de quelques années,.
À l'annonce de sa fin de carrière de joueur en 2022, il affirme son intention de se consacrer davantage à sa vie familiale, et de rester vivre en France,. Toutefois, il décide finalement au mois de septembre 2022 de rentrer vivre dans son pays natal, et quitte la France après un hommage par les supporteurs rochelais.

## Palmarès

### En club et province
- Vainqueur du Super Rugby en 2016 avec les Hurricanes.
- Finaliste du Super Rugby en 2015 avec les Hurricanes.
- Finaliste du NPC en 2006, 2008, 2009 et 2013 avec Wellington.
- Finaliste du Challenge européen en 2019 avec le Stade rochelais.
- Finaliste de la Coupe d'Europe en 2021 avec le Stade rochelais[Note 3].
- Finaliste du Top 14 en 2021 avec le Stade rochelais.

### En équipe nationale

#### Enrugby à XV
- Vainqueur de la Coupe du monde en 2011 et 2015 avec les All Blacks
- Vainqueur du Tri-Nations ou du Rugby Championship en 2010 et 2012.

- Vainqueur de la Pacific Nations Cup en 2009 avec les Junior All Blacks.

#### Enrugby à sept
- Vainqueur des IRB Sevens World Series en 2007-2008 (en).

### Distinctions personnelles
- Nuit du rugby 2017 : élu meilleur joueur du Top 14 saison 2016-2017.

## Statistiques

### En club

#### Nouvelle-Zélande
| Wellington | Hurricanes |

Victor Vito dispute un total de 62 matchs de championnat provincial avec Wellington entre 2006 et 2015. Il dispute également 100 matchs de Super Rugby avec les Hurricanes entre 2009 et 2016.

#### France
Victor Vito dispute un total de 107 matchs de Top 14, et 27 matchs au niveau européen avec le Stade rochelais entre 2016 et 2022.

### En équipe nationale
| Maillot des All Blacks. |

Entre 2010 et 2015, Victor Vito compte trente-trois capes avec les All Blacks, dont treize en tant que titulaire. Il fait ses débuts avec les All Blacks le 12 juin 2010 face à l'Irlande à New Plymouth.
Sur ces rencontres, neuf sont disputées dans le cadre du Tri-nations/Rugby Championship, où il participe aux éditions 2010, 2011, 2012 et 2015.
Il participe à deux éditions de la Coupe du monde, en 2011 et en 2015. Il participe à dix rencontres, inscrivant trois essais.